# Nós
Nós ist ein irisches Magazin, das sich an irischsprachige bzw. Irisch lernende Jugendliche richtet. Die erste Ausgabe des Magazins erschien am 17. März 2008 im Internet während der einmal im Jahr stattfindenden Woche der Irischen Sprache, Seachtain na Gaeilge. Der Seachtain na Gaeilge ist ein gemeinnütziger Verein, der es sich zur Aufgabe gesetzt hat, das Irische mehr zu verbreiten und dafür jährlich zwei Wochen lang die Irische Woche organisiert.
Die Zeitschrift erscheint monatlich und kann auch als PDF-Datei heruntergeladen werden.
Nós enthält Artikel zu Themen wie Musik, Filme, Reisen, aktuelle Ereignisse und Sexualität. Personen, die für die Nós schreiben, sind u. a. Ronan Mac Aodha Bhuí von RTÉ Raidió na Gaeltachta und Tomai Ó Conghaile, ehemaliger stellvertretender Redakteur von Lá Nua und Moderator für BBC Raidió Uladh.
Seit November 2008 erscheint Nós in gedruckter Form. Diese erste gedruckte Ausgabe beinhaltete die Themen der vorherigen, im Netz veröffentlichten Ausgaben.
Neben den irischsprachigen Artikeln wird in jeder Ausgabe auch eine Seite auf Schottisch-Gälisch herausgegeben.